# 外野
外野是棒球球场中，位在內野的後方一大片草地，簡稱外野。
主要有右外野手、中外野手(中堅手)、左外野手的守備範圍。以接殺高飛球及攔截落地或穿越內野防區的安打為主要工作。國際賽事標準的球場中外野最深處到全壘打牆的距離為400英呎，左、右外野各為325英呎為主要賽事標準之球場。
在躲避球中，与内野相对，位于对手场地外侧、包含中线的区域也叫做外野，在比赛开始时可以配置任意数目的队员